# چک ۷۱ ان‌بی
چک ۷۱ ان‌بی (به انگلیسی: Chak No. 71 N.B.) یک روستا در پاکستان است که در پنجاب واقع شده‌است.